# Claudia Janssen

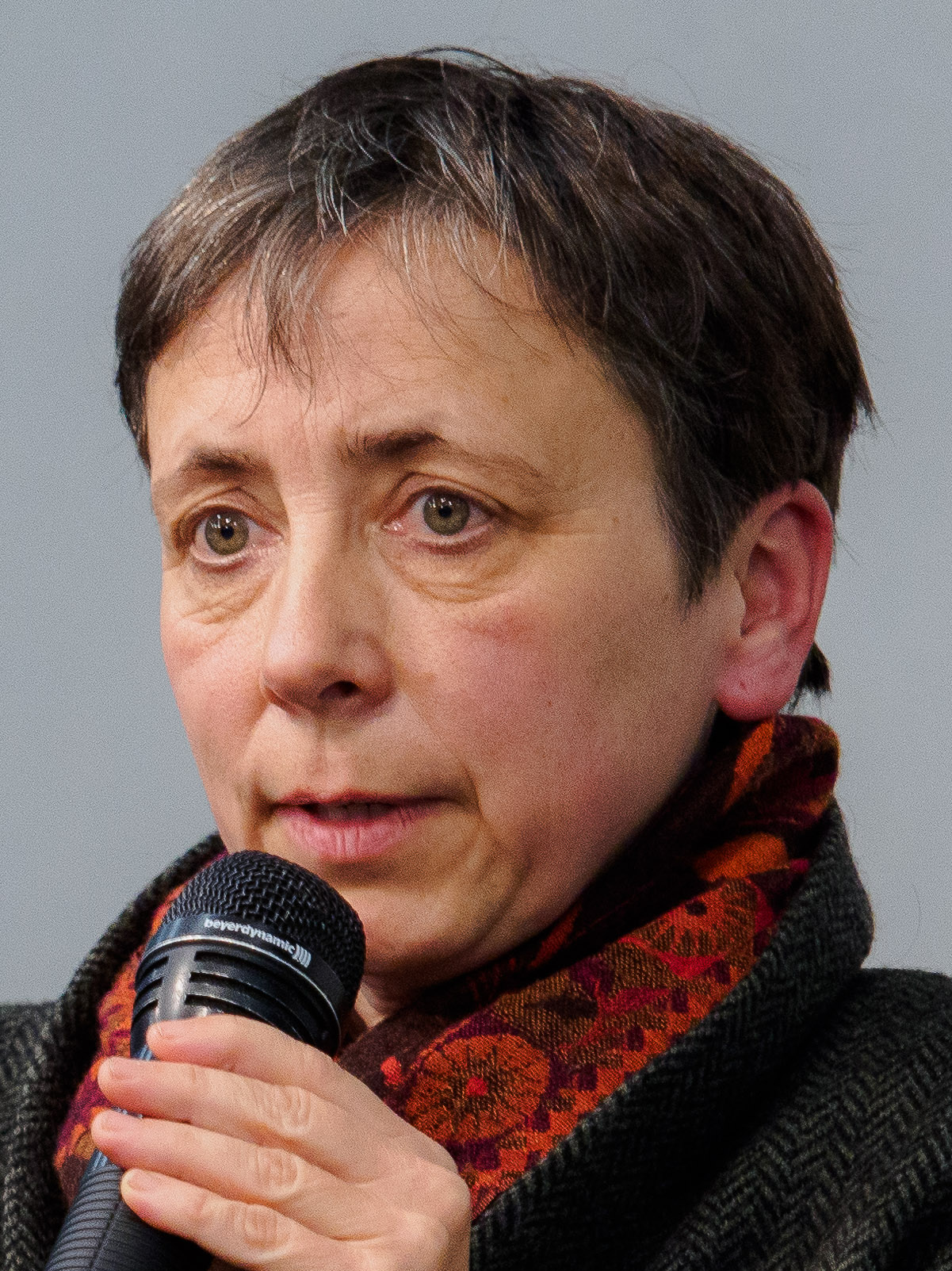
Claudia Janssen, 2015

Claudia Janssen (* 15. Juli 1966 in Rotenburg (Wümme)) ist eine deutsche evangelische Theologin. Sie ist seit 1. Oktober 2016 Professorin für Feministische Theologie / Theologische Geschlechterforschung und Neues Testament an der Kirchlichen Hochschule Wuppertal in der Nachfolge von Heike Walz. Sie wurde bekannt durch zahlreiche Publikationen zu sozialgeschichtlichen und feministischen Bibelauslegungen sowie zum Antijudaismus.

## Biografie
Nach dem Studium der Evangelischen Theologie in Kiel und Marburg sowie dem Ersten Theologischen Examen 1992 in Hannover wurde Claudia Janssen 1996 an der Universität Kassel promoviert. Von 1996 bis 1998 absolvierte sie das Vikariat in der Evangelisch-Lutherischen Landeskirche Hannovers. Die Dissertation wurde 1998 unter dem Titel Elisabet und Hanna – zwei widerständige alte Frauen in neutestamentlicher Zeit. Eine sozialgeschichtliche Untersuchung als Buch veröffentlicht. Im gleichen Jahr legte Claudia Janssen ihr Zweites Theologisches Examen ab. Zu diesem Zeitpunkt war sie bereits wissenschaftliche Mitarbeiterin im Bereich Bibelwissenschaften mit Schwerpunkt Neues Testament an der Universität-Gesamthochschule Kassel (1997–1999).
Nach einer Zeit als Stipendiatin der Deutschen Forschungsgemeinschaft (DFG) im Graduiertenkolleg Öffentlichkeiten und Geschlechterverhältnisse. Dimensionen von Erfahrung, Frankfurt am Main/Kassel (1999–2001), arbeitete sie aufgrund eines Stipendiums des Hessischen Ministeriums für Wissenschaft und Kunst als Wissenschaftliche Mitarbeiterin an der Philipps-Universität Marburg (2001–2003). Dort wurde sie 2004 im Fach Neues Testament habilitiert. Ihre Habilitationsschrift wurde 2005 unter dem Titel Anders ist die Schönheit der Körper. Paulus und die Auferstehung in 1 Kor 15 veröffentlicht.
Von 2004 bis 2006 war sie als Theologische Referentin der Evangelischen Frauenarbeit in Deutschland (EFD) in Frankfurt am Main tätig, von 2007 bis 2012 als Studienleiterin am Frauenstudien- und -bildungszentrum in der EKD (FSBZ) in Hofgeismar und ab 2013 als Studienleiterin im Studienzentrum für Genderfragen in Kirche und Theologie der EKD in Hannover. Von 2010 bis 2016 war Janssen außerplanmäßige Professorin für Neues Testament an der Philipps-Universität Marburg. Seit 2016 ist sie Professorin für Feministische Theologie / Theologische Geschlechterforschung und Neues Testament an der Kirchlichen Hochschule Wuppertal (bis 2020 noch Wuppertal/Bethel) und seither auch ordinierte Pastorin der Evangelischen Kirche im Rheinland.

## Arbeitsschwerpunkte
Claudia Janssens Hauptarbeitsgebiet ist die Sozialgeschichte des Neuen Testaments sowie die Theologie des Paulus. Ihr geht es vor allem darum, die neutestamentlichen Schriften in ihrer konkreten Bedeutung und nicht rein spiritualisierend zu verstehen. Ihre Veröffentlichungen haben zu einer intensiveren Beschäftigung der Feministischen Theologie mit Paulus beigetragen. Dabei widersteht sie der Versuchung einer Profilierung des Christentums durch eine Abwertung des Judentums und widerspricht in ihren Veröffentlichungen antijudaistischen Tendenzen in der christlichen Theologie.
Sie ist aktiv in der European Society of Women in Theological Research (ESWTR) und arbeitet in der Gruppe der Exegetinnen und Exegeten des Deutschen Evangelischen Kirchentags mit. Einem breiteren Publikum ist sie durch ihre Kirchentags-Bibelarbeiten gemeinsam mit Luise Schottroff sowie als Mitglied des Herausgabekreises der Bibel in gerechter Sprache bekannt geworden.

## Auszeichnungen
Für ihre Habilitationsschrift wurde sie 2006 mit dem Marga-Bührig-Förderpreis (Basel) sowie 2007 mit dem Leonore-Siegele-Wenschkewitz-Preis ausgezeichnet.

## Schriften (Auswahl)
- mit Dagmar Henze, Stefanie Müller und Beate Wehn (Hrsg.):  Antijudaismus im Neuen Testament? Grundlagen für die Arbeit mit biblischen Texten. Gütersloh 1997 (ISBN 3-579-05149-0).
- Elisabet und Hanna – zwei widerständige alte Frauen in neutestamentlicher Zeit. Eine sozialgeschichtliche Untersuchung. Mainz 1998 (ISBN 978-3-7867-2071-3).
- mit Beate Wehn (Hrsg.): Wie Freiheit entsteht. Sozialgeschichtliche Bibelauslegungen. Gütersloh 1999 (ISBN 978-3-579-03099-9).
- mit Ute Ochtendung und Beate Wehn (Hrsg.): GrenzgängerInnen: unterwegs zu einer anderen biblischen Theologie. Gütersloh 1999 (ISBN 978-3-7867-2203-8); das Buch ist auch in englischer Übersetzung erschienen: Transgressors. Toward a Feminist Biblical Theology, Liturgical Press, Collegeville USA 2001 (ISBN 978-0-8146-5094-3).
- mit Benita Joswig (Hrsg.): Erinnern und aufstehen – antworten auf Kreuzestheologien, Mainz 2000 (ISBN 978-3-7867-2272-4).
- mit Luise Schottroff und Beate Wehn (Hrsg.): Paulus. Umstrittene Traditionen – lebendige Theologie. Gütersloh 2001 (ISBN 978-3-579-05318-9).
- mit Frank Crüsemann, Marlene Crüsemann, Rainer Kessler und Beate Wehn (Hrsg.): Dem Tod nicht glauben. Sozialgeschichte der Bibel, Festschrift für Luise Schottroff zum 70. Geburtstag. Gütersloh 2004 (ISBN 978-3-579-05414-8).
- Anders ist die Schönheit der Körper. Paulus und die Auferstehung in 1 Kor 15, Gütersloh 2005 (ISBN 978-3-579-05210-6).
- Ulrike Bail, Frank Crüsemann, Marlene Crüsemann, Erhard Domay, Jürgen Ebach, Claudia Janssen, Hanne Köhler, Helga Kuhlmann, Martin Leutzsch und Luise Schottroff (Hrsg.): Bibel in gerechter Sprache, Gütersloh 2006, 3. Auflage 2007 (ISBN 978-3-579-05500-8).
- mit Frank Crüsemann, Kristian Hungar, Rainer Kessler und Luise Schottroff (Hrsg.): Sozialgeschichtliches Wörterbuch zur Bibel. Gütersloh 2009, ISBN 978-3-579-08021-5
- Endlich lebendig. Die Kraft der Auferstehung erfahren. Kreuz, Freiburg i. B. 2013, ISBN 978-3-451-61128-5.
- mit Marlene Crüsemann und Ulrike Metternich (Hrsg.): Gott ist anders. Gleichnisse neu gelesen auf der Basis der Auslegung von Luise Schottroff. Gütersloh 2014, ISBN 978-3-579-08157-1.